# Spanplatte

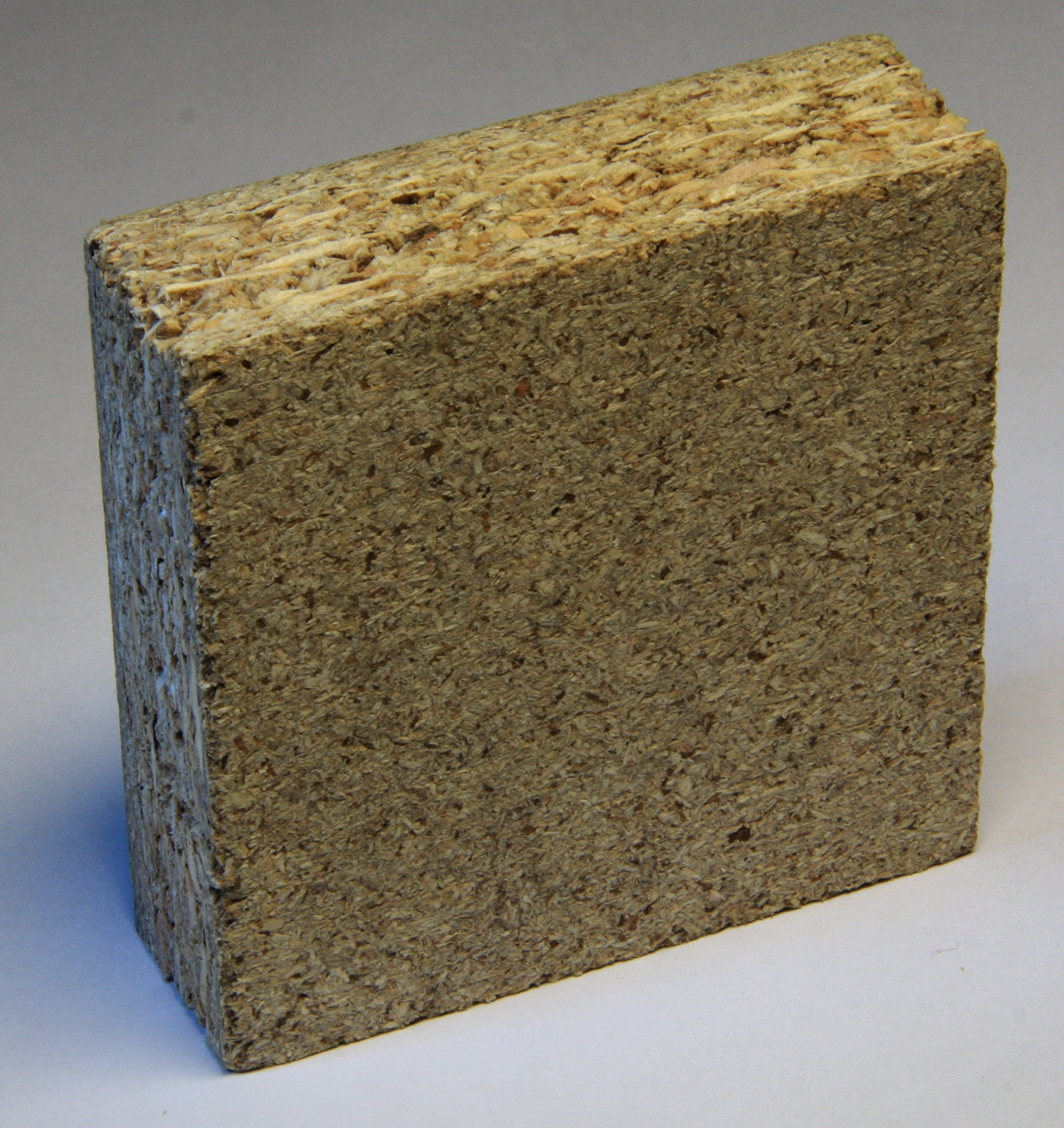
Ein kleines Stück einer Flachpressplatte

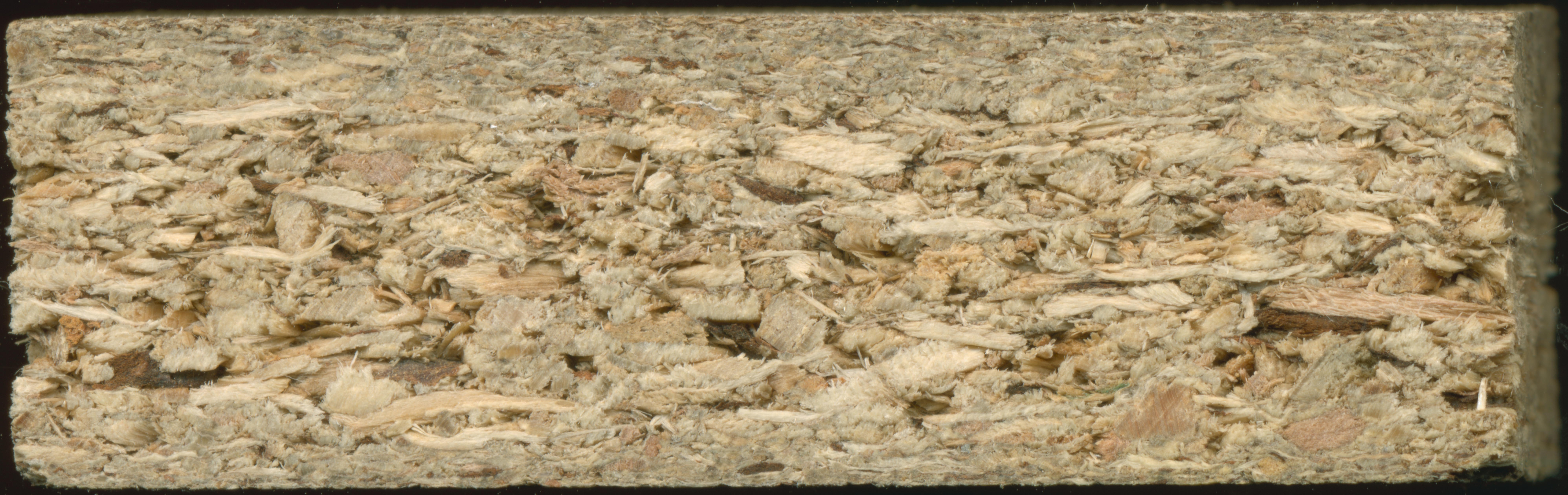
Der Querschnitt einer 16 mm starken Flachpressplatte

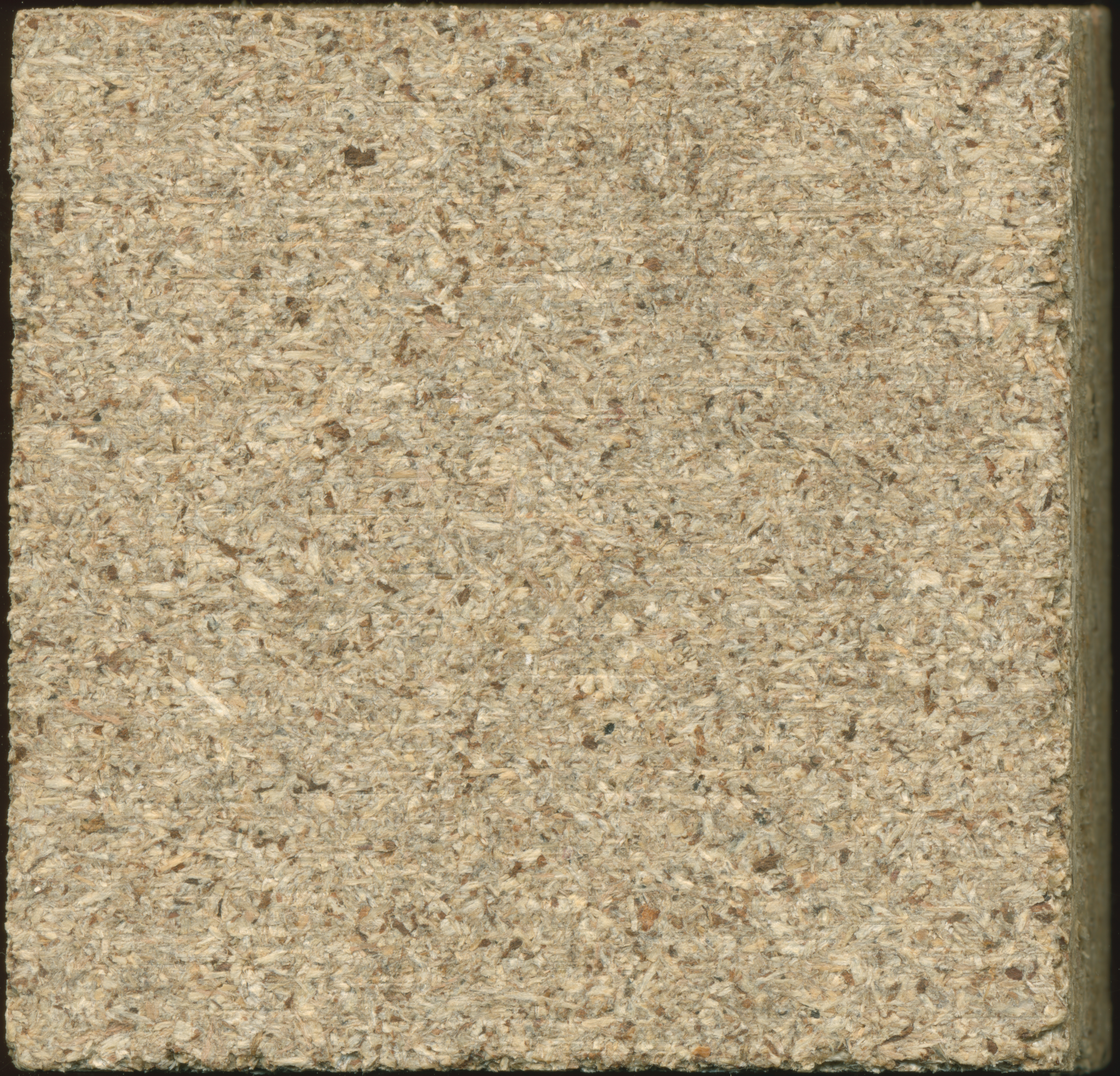
Die Oberfläche einer Flachpressplatte

Spanplatten werden aus kleinen Holzteilen (Spänen) und Bindemittel hergestellt (DIN EN 309). Man unterscheidet je nach Ausrichtung und Größe der Späne zwischen Langpressspanplatten (OSB), Flachpressplatten (P1 – P7, ehemals FPY) und Strangpressplatten (ES und ET).
Flachpressplatten sind die größte und bekannteste Untergruppe der Spanplatten und der Holzspanwerkstoffe insgesamt. Sie bestehen aus unterschiedlich großen beleimten Spänen, die in zumeist drei bis fünf Schichten zu Mehrschichtplatten verpresst werden. Die äußeren Schichten bestehen dabei fast immer aus dem feineren Spanmaterial, insbesondere wenn sie anschließend zu dekorativen Zwecken beschichtet werden (zum Beispiel im Möbelbau). Da der massive Holzverbund aufgehoben ist, haben diese Platten in Richtung der Plattenebene, also Länge und Breite der Platte, nahezu die gleichen Quell- und Schwindeigenschaften, allerdings auch wesentlich geringere Festigkeiten als Vollholz.

## Geschichte
Die Spanplatte wurde in den 1930er-Jahren vom Deutschen Max Himmelheber erfunden, um den Verwertungsgrad von Bäumen zu steigern, der damals bei etwa 40 Prozent lag. Da für Spanplatten neben Klebstoff hauptsächlich Holzabfälle wie Holzspäne, Sägemehl und Äste verwendet werden, liegt der Verwertungsanteil heute bei etwa 80 Prozent.
Die Grundlagen, die zur Entwicklung der Novopan-Spanplatte führten, wurden seit Ende der 1930er-Jahre durch Fred Fahrni (1907–1970) systematisch erarbeitet, wofür ihm später die ETH Zürich die Würde eines Ehrendoktors verlieh. Im Jahre 1946 entstand in Klingnau (Schweiz) das erste Novopan-Werk, das erstmals in der Welt die industrielle Produktion großformatiger, dreischichtiger Spanplatten aufnahm. Das Unternehmen Keller & Co. AG, damals geführt durch Jean Frick-Keller und seinen Sohn Jean Frick-Stalder, übernahm die industrielle Produktion der neuen Spanplatte und gründete das Unternehmen NOVOPAN AG. Gemeinsam mit Fred Fahrni wurde dieses Produkt weltweit eingeführt.
Einen Meilenstein bildete das 1958 erschienene Sachbuch des deutschen Holzingenieurs Werner Scheibert (1911–1985) Spanplatten: Herstellung, Verarbeitung, Anwendung.
Seit Himmelheber wurde die Herstellung von Spanplatten kaum weiterentwickelt, aber diversifiziert. Erwähnenswert ist die technische Entwicklung von den Etagenpressen zu den modernen Contiroll-Anlagen, die einen Produktivitätsschub von rund 50 Prozent bewirkt haben. Auf Seiten der Rohstoffe haben sich vor allem die Leimsysteme ausdifferenziert: Vom E2-Leim der 1970er-Jahre zum E1-Leim, der heute Standard ist und weiter zu den E1-Halbe-Leimen, die auf Anforderung von IKEA und wegen der Umweltvorschriften Kaliforniens (CARB) entwickelt worden sind, um die Belastung durch Formaldehyd-Ausdünstungen weiter zu reduzieren (für Genaueres hierzu siehe den Artikel Holzspanwerkstoff).
Ein weiterer Trend ist die Entwicklung von Holzwerkstoffen geringer Dichte. In der Mittelschicht von Spanplatten wird Holz durch expandiertes Polystyrol (Styropor) ersetzt. Die Gewichtseinsparung beträgt bis zu 30 Prozent, wobei sowohl Leim als auch Holz eingespart werden kann. Derartige Spanplatten werden in der Küchenindustrie (Arbeitsplatten), aber auch im Messe- und Ladenbau sowie im Schiffsbau eingesetzt.
Da seit einigen Jahren die Produktion von Holzpellets als Brennstoff stark zunimmt, entstehen Nutzungskonkurrenzen zur Holzwerkstoffindustrie, die etwa drei Viertel der Sägespäne aus Sägewerken beispielsweise für die Spanplattenindustrie nutzt.

## Merkmale und Klassifizierung
Die Einteilung der Spanplatten erfolgt nach DIN EN 312, unterschieden nach Festigkeit und Feuchtebeständigkeit (früher V 20, V 100 und V 100 G).
| allgemeine Verwendung (im statischen Sinn nicht tragend) | allgemein verwendbar, auch für im statischen Sinn tragende Bauteile | hochbelastbar für im statischen Sinn tragende Bauteile |
| -------------------------------------------------------- | ------------------------------------------------------------------- | ------------------------------------------------------ |
| P1 für leichte Verkleidungen im Trockenbereich           | P4 Trockenbereich                                                   | P6 Trockenbereich                                      |
| P2 für Möbel- und Innenausbau im Trockenbereich          |                                                                     |                                                        |
| P3 im Feuchtbereich                                      | P5 Feuchtbereich                                                    | P7 Feuchtbereich                                       |

Alle Holzwerkstoffe müssen ein CE-Kennzeichen aufweisen, mit dem zertifiziert wird, dass sie nicht mehr als 0,124 mg/m³ Formaldehyd abgeben. Der Gehalt am Holzschutzmittel Pentachlorphenol (PCP) darf 5 ppm nicht überschreiten. Die Brandschutzklasse D-s2,d0 bedeutet, dass die Platte normalentflammbar (D) ist und beim Brennen eine mittlere Rauchentwicklung (s2) aufweist. Es dürfen von der brennenden Platte jedoch keine Partikel abfallen (d0). Sollte eine Platte mit Holzschutzmitteln ausgerüstet sein, muss Art, Menge und Einbringverfahren im CE-Kennzeichen vermerkt sein.
Die Bezeichnung „Flachpressplatte“ leitet sich von der Herstellungsweise ab, dem Flachpressverfahren. Bei diesem Verfahren werden die Späne in Richtung der Plattenebene ausgerichtet. Bei der anderen Gruppe, den in Kammern von den Kanten gepressten Strangpressplatten ES (Vollplatten) und ET (mit Röhren), sind die Späne senkrecht zur Plattenebene ausgerichtet. Sie sind dadurch weniger biegesteif und werden für Verkleidungen und Türfüllungen benutzt.
Flachpressplatten sind wurf- und windgeschüttet, wodurch bei der Herstellung ein allmählicher Übergang von der grobspanigen Mittelschicht zur feinen Deckschicht erreicht wird. Die Rohdichte beträgt etwa 660 kg/m³. Einschichtplatten bestehen aus einer homogenen Schicht, Dreischicht- und Mehrschichtplatten aus mehreren Schichten, wobei die Mittellage grob und die äußeren Schichten immer feiner werden.

### Technische Kennzahlen
Die folgenden Werte gelten für Platten der Normtypen V 20 und V 100:
| Eigenschaften                                      | Plattendicke in mm | Plattendicke in mm | Plattendicke in mm | Plattendicke in mm | Plattendicke in mm |
| -------------------------------------------------- | ------------------ | ------------------ | ------------------ | ------------------ | ------------------ |
| Eigenschaften                                      | bis 13             | >13–20             | >20–25             | >25–32             | >32–40             |
| Rohdichte (kg/m³)                                  | 750–680            | 720–620            | 700–600            | 680–580            | 650–550            |
| Biegefestigkeit flach (N/mm²)                      | 25–18              | 22–16              | 20–15              | 18–13              | 15–12              |
| Biege-E-Modul flach (N/mm²)                        | 4500–3200          | 4000–2800          | 3500–2500          | 3000–2000          | 2500–1600          |
| Biege-E-Modul hochkant (N/mm²)                     | 2200               | 1900               | 1600               | 1300               | 1000               |
| Biegefestigkeit hochkant (N/mm²)                   | 18–13              | 15–12              | 13–11              | 12–10              | 11–9               |
| Zugfestigkeit in Plattenebene (N/mm²)              | 10–8               | 10–8               | 9–7                | 9–7                | 8–6                |
| Zug-E-Modul in Plattenebene (N/mm²)                | 3000–2500          | 2800–2300          | 2700–2200          | 2600–2100          | 2500–1900          |
| Druckfestigkeit in Plattenebene (N/mm²)            | 15–13              | 15–13              | 14–12              | 14–12              | 13–11              |
| Druck-E-Modul in Plattenebene (N/mm²)              | 3000–2500          | 2800–2300          | 2700–2200          | 2600–2100          | 2500–1900          |
| Querzugfestigkeit trocken (N/mm²)                  | 1,0–0,5            | 0,8–0,4            | 0,7–0,35           | 0,6–0,3            | 0,5–0,25           |
| Blockscherfestigkeit (N/mm²)                       | 2,8–1,4            | 2,2–1,1            | 2,0–1,0            | 1,0–0,9            | 1,4–0,7            |
| Scherfestigkeit senkrecht zur Plattenebene (N/mm²) | 10–7               | 9–6                | 9–6                | 8–5                | 8–5                |
| Abhebefestigkeit (N/mm²)                           | 1,6–0,8            | 1,6–0,8            | 1,6–0,8            | 1,6–0,8            | 1,6–0,8            |
| Brinellhärte                                       | 50–40              | 45–35              | 45–35              | 40–30              | 40–30              |

#### Im Handel erhältliche Abmessungen
Dicke: 8, 9, 10, 12, 13, 14, 15, 16, 18, 19, 22, 24, 25, 28, 32, 35, 38 und 40 mm, extra dünn ab 2,5 mm (dann auch Dünnspanplatte genannt) und extra dick bis 80 mm.
Format: bis 6700 × 2500 mm oder im Dünnspanplattenbereich die Endlosplatte als Coil aufgewickelt bis zu 100 Meter lang.
Nut- und Feder: 2050 × 925 mm (Deckmaße 2040 × 915 mm) und 2050 × 615 mm (Deckmaße 2040 × 605 mm).

## Herstellung
Spanplatten werden aus Kostengründen hauptsächlich aus Holzresten (Kuppelprodukten der Holzbe- und -verarbeitung), Durchforstungsholz und zunehmend auch Gebrauchtholz hergestellt. Weiterhin werden Klebstoffe (Holzleime und Zementmilch) zur Verbindung der Späne und diverse Netz- und Trennmittel für den Pressvorgang eingesetzt. Während des Herstellungsprozesses können Pilzschutzmittel und Feuerschutzmittel für spezielle Plattenanforderungen beigemischt werden.

### Holzaufbereitung
Damit eine Spanplatte eine möglichst glatte Oberfläche hat und zugleich Belastungen standhält, muss das Holz in verschiedenen Größen vorliegen: kleine Teile für die Oberfläche (Deckschicht) und möglichst große, flache Teile für den Kern (Mittelschicht). Für die Oberfläche werden häufig Säge- und Hobelspäne eingesetzt. Für die Nachzerkleinerung dieser Stoffe verwendet man Zerfaserer (Refiner) oder Spezialmühlen. Die anderen Späne werden auf speziellen Zerspanermessern aus Voll- oder Sägerestholz erzeugt. Der Leim wird auf die einzelnen Holzsorten abgestimmt.

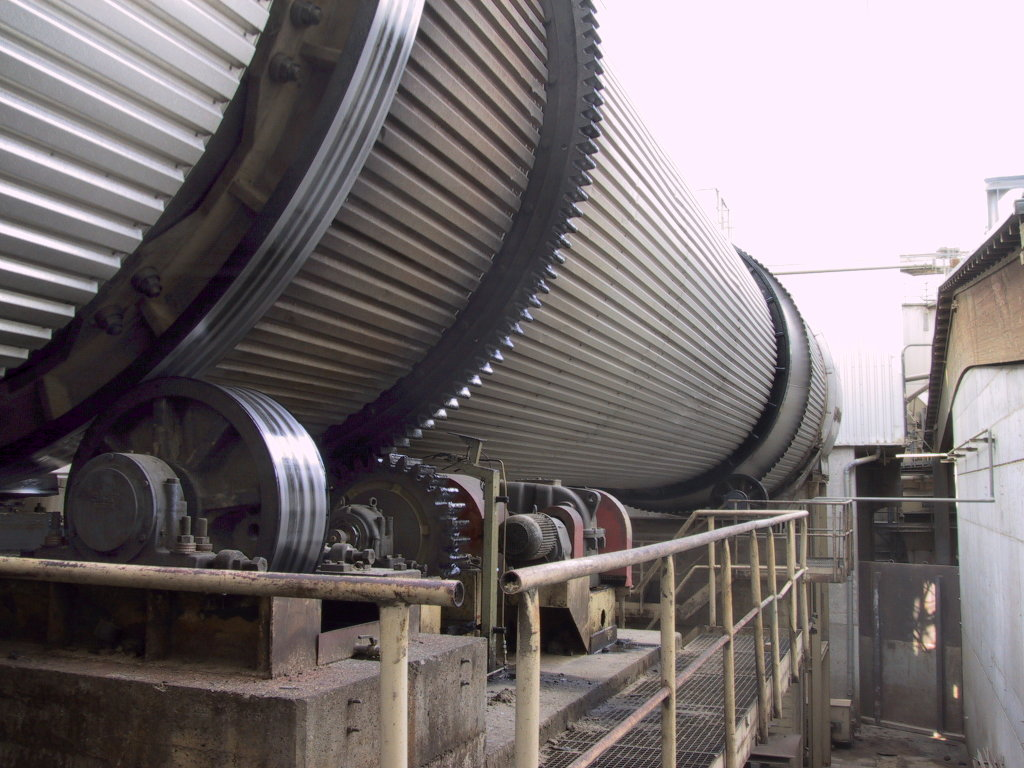
Trockner

Nach der Zerspanung wird das Material getrocknet, dabei wird die Restfeuchte auf etwa 2 Prozent reduziert. Dieser Prozess ist feuergefährlich. Sehr häufig kommen Trommeltrockner zum Einsatz. Diese bestehen aus einer großen, leicht in Richtung Ausgang geneigten Trommel, die langsam um die Längsachse rotiert und dabei von heißer Luft durchströmt wird. In dieser bewegen sich die leichten Späne schneller fort als die schweren, dadurch wird eine gleichmäßige Trocknung erreicht.
Anschließend wandern die Späne in Sichter, in denen sie nach Größe getrennt werden; zu große Teile werden nachverarbeitet oder zur Energiegewinnung verbrannt.

### Verpressung
Über Bunker werden die Späne zur Beleimung gefördert und anschließend verpresst. Dabei kommen fast nur noch kontinuierliche Pressen zum Einsatz, die eine „unendliche“ Platte produzieren, die am Ende auf die richtige Länge geschnitten wird.
Eine derartige Presse ist bis zu 70 Meter lang und besteht aus zwei Endlos-Stahlbändern (Ober- und Unterseite), zwei beheizten Pressplatten, den Rollstäben, den Presszylindern, dem Heizsystem und einer Gegenheizung. Die Rollstäbe reichen über die gesamte Pressplattenbreite, werden seitlich von Ketten gehalten und von diesen mitgenommen. Sie befinden sich zwischen der statischen Pressplatte und dem sich bewegenden Stahlband. Die Rollstäbe mindern die Reibung zwischen Heizplatte und Stahlband und garantieren die Wärmeübertragung. Zylinder und Heizsystem sind in Längsbereiche oben und unten unterteilt, um Temperatur und Druck separat steuern zu können. Quer sind jeweils mehrere Zylinder angeordnet. Die Presstemperatur liegt etwa zwischen 200 °C und 250 °C.
Die Späne werden auf ein Förderband gestreut, mit einer Windwurfmaschine wird dafür gesorgt, dass die Oberflächen aus dem feinsten Streugut bestehen und die größten Teile in der Mitte des „Kuchens“ landen. In der Presse bindet unter Druck und Wärme der zugegebene Leim ab und es entsteht die Spanplatte. Diese wird auf die gewünschte Länge gesägt und besäumt. Die Breitfläche wird normalerweise beschliffen. Vor dem Schliff kann noch eine Auskühlphase zwischengeschaltet sein. Der anfallende Staub wird teilweise in der Produktion für die Deckschicht verwendet, sonst zur Energiegewinnung verbrannt.

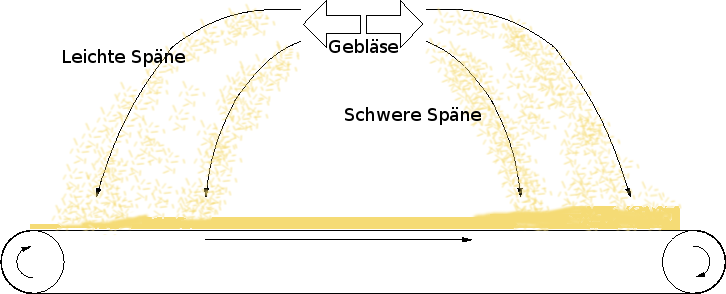
Funktionsweise Windwurfmaschine
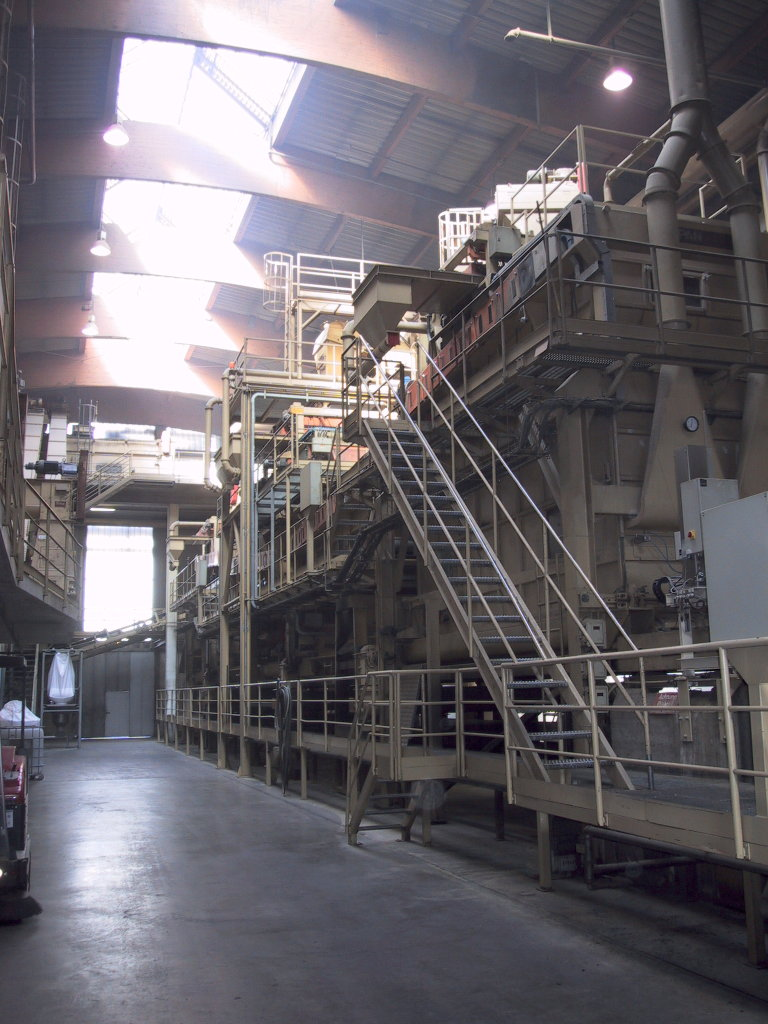
Streubunker und Windwurfmaschine
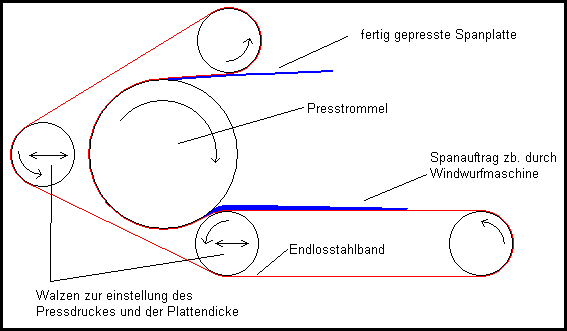
Schema einer Spanplattenpresse
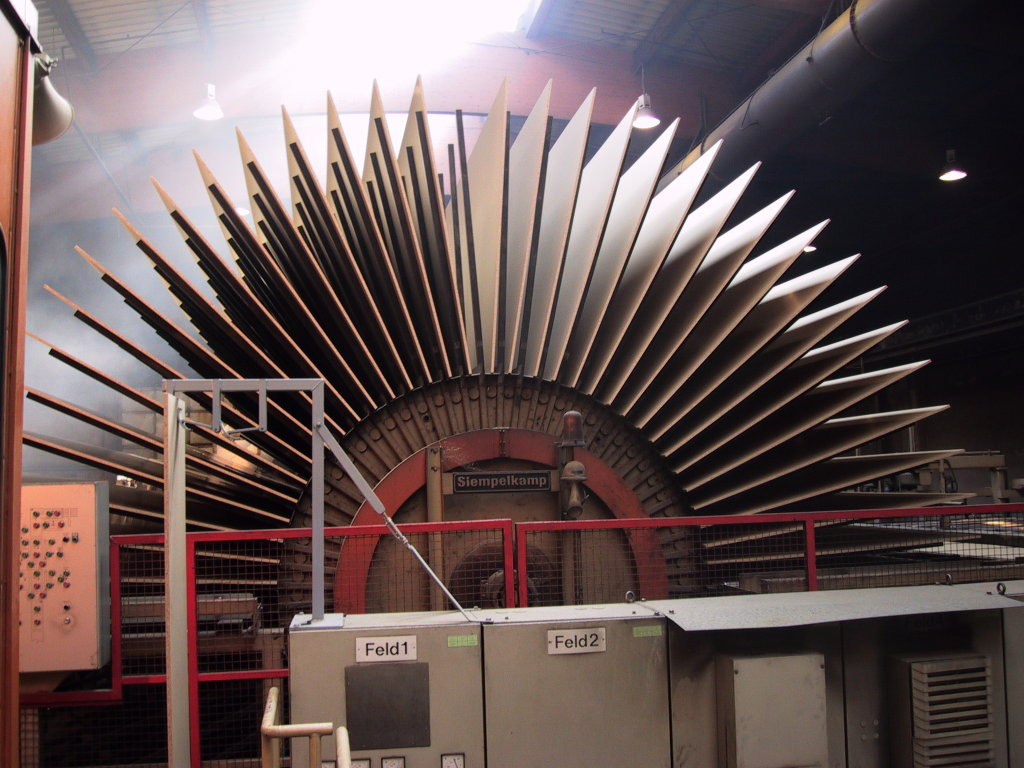
Sternwender zum Auskühlen der Platten

### Hersteller und Verbrauch
Zu den größten europäischen Herstellern zählen die österreichischen Unternehmen Egger und Kaindl. In Deutschland gehört die Sonae Arauco Deutschland GmbH zu den größten Herstellern von Spanplatten und Holzwerkstoffen. Weitere wichtige Anbieter sind die Pfleiderer GmbH und speziell für die Möbelindustrie die Firma Nolte.
Deutschland ist der größte Hersteller von Holzwerkstoffen in Europa und die Spanplatte ist mengenmäßig das bedeutendste Produkt der deutschen Holzwerkstoffindustrie. Im Jahre 2008 wurden 7,5 Millionen m³ Spanplatten in Deutschland produziert. Im gleichen Zeitraum wurden europaweit 34,5 Millionen m³ Spanplatten produziert.

## Anwendung und Entsorgung
Hauptabnehmer von Spanplatten ist die Möbelindustrie, gefolgt von der Bauindustrie für den Innenausbau. Ungefähr 50 Prozent der in Deutschland hergestellten Spanplatten werden zu Möbeln verarbeitet.
Konkurrenz bekommt die Spanplatte mehr und mehr durch die ebenfalls günstige MDF-Platte.
In der Schweiz können Spanplatten als Sperrgut der Abfallsammlung mitgegeben werden, sofern der jeweilige Abfallverband dies vorsieht, andernfalls ist es der lokalen Sperrgutsammelstelle zurückzugeben. In Deutschland können Möbel aus Spanplatten über den Sperrmüll entsorgt werden.